# 茨木土木事務所

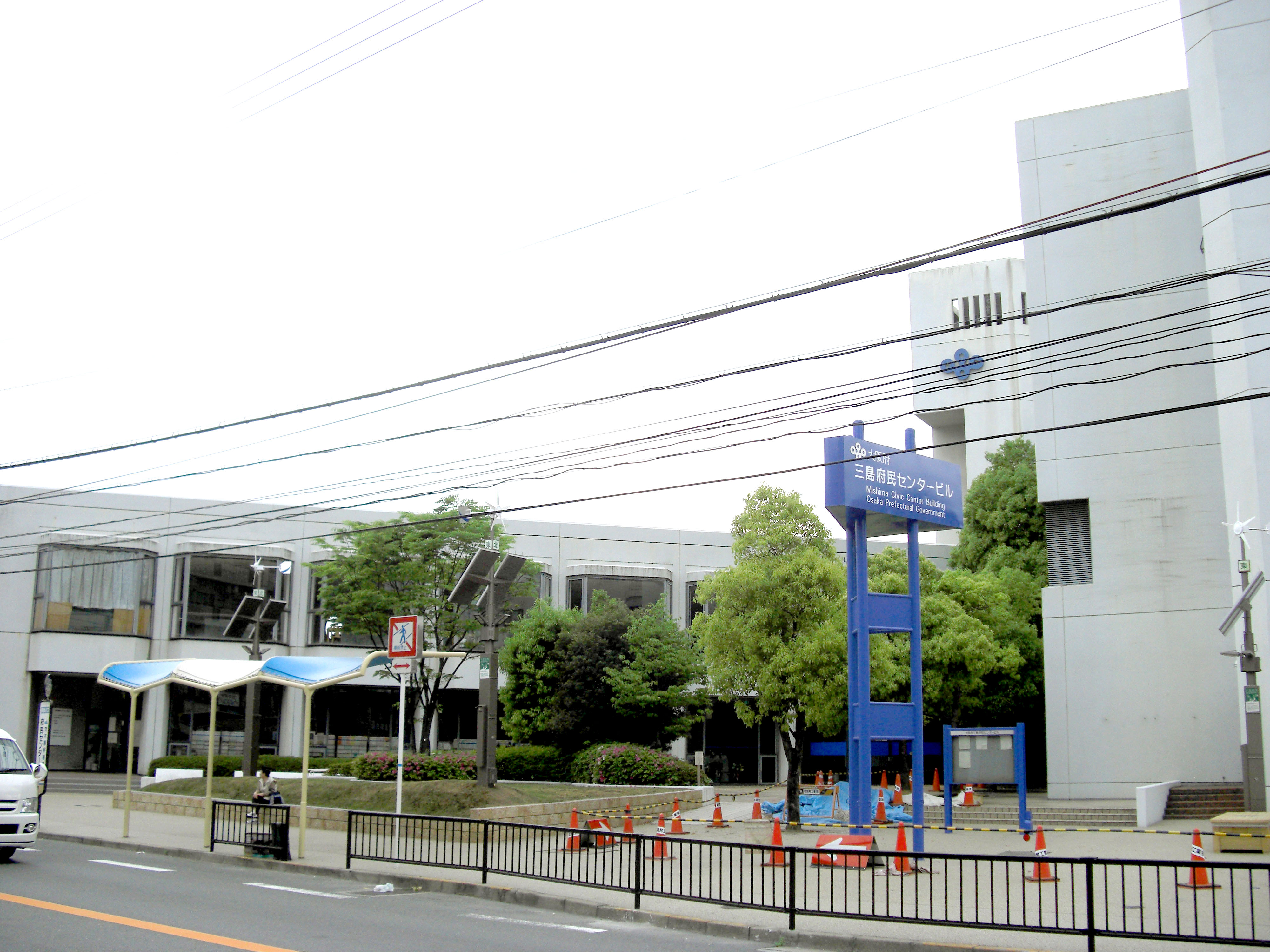
茨木土木事務所が入居する
大阪府三島府民センター

茨木土木事務所（いばらきどぼくじむしょ）とは、大阪府三島地域を管轄する大阪府の土木事務所、大阪府都市整備部の出先機関
。一級河川、砂防、国道（指定区間外）、主要地方道、一般府道、安威川ダムを管理する。

## 所在地
- 〒567-0034　大阪府茨木市中穂積1丁目3-43(茨木土木事務所)
- 〒569-0067   大阪府高槻市桃園町4-16(新名神関連事業建設事業所)

## 管轄自治体
- 吹田市
- 高槻市
- 茨木市
- 摂津市
- 島本町

## 管理道路

### 一般国道(指定区間外)
- 国道170号
- 国道423号
- 国道479号

### 主要地方道
- 大阪府道1号茨木摂津線
- 大阪府道2号大阪中央環状線
- 大阪府道4号茨木能勢線
- 大阪府道6号枚方亀岡線
- 大阪府道14号大阪高槻京都線
- 大阪府道15号八尾茨木線
- 大阪府道16号大阪高槻線
- 大阪府道17号枚方高槻線
- 大阪府道19号茨木寝屋川線
- 大阪府道43号豊中亀岡線
- 大阪府道46号茨木亀岡線
- 大阪府道67号西京高槻線
- 大阪府道79号伏見柳谷高槻線

### 一般府道
- 大阪府道109号余野車作線
- 大阪府道110号余野茨木線
- 大阪府道114号忍頂寺福井線
- 大阪府道115号萩谷西五百住線
- 大阪府道119号箕面摂津線
- 大阪府道120号山田上小野原線
- 大阪府道121号吹田箕面線
- 大阪府道125号安満前島線
- 大阪府道126号総持寺停車場線
- 大阪府道127号摂津富田停車場線
- 大阪府道129号南千里茨木停車場線
- 大阪府道132号高槻茨木線
- 大阪府道133号鳥飼八丁富田線
- 大阪府道134号熊野大阪線
- 大阪府道135号豊中摂津線
- 大阪府道136号茨木停車場線
- 大阪府道138号三島江茨木線
- 大阪府道139号枚方茨木線
- 大阪府道142号正雀停車場線
- 大阪府道145号豊中吹田線
- 大阪府道147号正雀一津屋線
- 大阪府道151号相川停車場線
- 大阪府道733号柚原向日線
- 大阪府道734号柳谷島本線

## 管理河川
- 高川
- 糸田川
- 上の川
- 安威川
- 土室川分水路
- 正雀川
- 正雀川分水路
- 山田川
- 大正川
- 新大正川
- 三条川
- 境川
- 茨木川
- 佐保川
- 勝尾寺川
- 箕川
- 芥川
- 女瀬川
- 田能川
- 西山川
- 東山川
- 真如寺川
- 檜尾川
- 東檜尾川
- 水無瀬川
- 年谷川
- 下音羽川